# Guyon Guérin de Bouscal
Guyon Guérin de Bouscal (* 22. Januar 1617 in Réalmont; † 31. Dezember 1675 ebenda) war ein französischer Schriftsteller.

## Leben und Werk
Guyon Guérin de Bouscal war der Sohn eines südfranzösischen protestantischen Notars. (Der 1981 vorgebrachte Vorname Daniel statt Guyon wurde von dem Genealogisten Yann Ombrouck mit guten Gründen zurückgewiesen.) Von 1637 bis 1647 war er in Paris literarisch produktiv und schrieb ein Dutzend Dramen sowie einen Roman. Erstmalig in Frankreich entnahm Guérin de Bouscal der Prosa des Cervantes Motive für seine Stücke. 1651 trat er zum römisch-katholischen Glauben über und bekleidete eine führende Position in seinem Geburtsort.

## Werke (Auswahl)
- (1637) La mort de Brute et de Porcie ou la vengeance de la mort de César. Tragédie. Cl. La Rivière, Lyon 1659. Tredition, Hamburg 2012.
- (1638) L’Amant liberal. Tragi-comédie. (nach einer Novelle von Cervantes)
- (1639) Dom Quixote de la Manche. Comédie. Hrsg. Daniela Dalla Valle et Amédée Carriat. Slatkine, Genf 1979.
- (1640) Dom Quichot de la Manche. Comédie. Seconde partie. Hrsg. Marie-Line Akhamlich. Université de Toulouse-Le Mirail, Toulouse 1986.
- (1640) La mort de Cleomenes, roy de Sparte. Tragédie (siehe Wahner 1997, S. 126–146).
- (1641) Le Fils désavoué, ou le Jugement de Théodoric, roy d’Italie. Tragi-comédie.
- (1642) La mort d’Agis. Tragédie (siehe Wahner 1997, S. 70–95).
- (1642) Le fils desadvoüé, ou Le jugement de Théodoric, roy d’Italie. Tragicomédie.
- (1642) Le gouvernement de Sanche Pansa. Comédie. Hrsg. C.E.J. Caldicott. Droz, Genf 1981. (Caldicott hielt irrtümlich Daniel, statt Guyon, für den richtigen Vornamen von Guérin de Bouscal)
- (1644–1645) L’Antiope. 4 Bde. (Roman)
- (1645) Oroondate ou les Amans discrets. Tragi-comédie.
- (1647) Le prince rétabli. Tragi-comédie.